# Saint-Martin-du-Lac
Saint-Martin-du-Lac är en kommun i departementet Saône-et-Loire i regionen Bourgogne-Franche-Comté i östra Frankrike. Kommunen ligger i kantonen Marcigny som tillhör arrondissementet Charolles. År 2022 hade Saint-Martin-du-Lac 241 invånare.

## Befolkningsutveckling
Antalet invånare i kommunen Saint-Martin-du-Lac
| Referens: INSEE |